# Grammatostomias circularis
Grammatostomias circularis is een straalvinnige vissensoort uit de familie van Stomiidae. De wetenschappelijke naam van de soort is voor het eerst geldig gepubliceerd in 1959 door Morrow.